# Nadine Gordimer
Nadine Gordimer (født 20. november 1923, død 13. juli 2014) var en sydafrikansk forfatter. Hun skrev på engelsk. Hendes første novelle blev udgivet i Johannesburg Magazine i 1938, og siden skrev hun et væld af bøger, ofte med udgangspunkt i livet i hjemlandet under apartheidstyret, der herskede i størstedelen af hendes liv. Hun var kendt som en aktiv modstander af apartheid, og i en periode var hendes værker forbudt i Sydafrika.
Hun modtog en lang række priser, heriblandt Nobelprisen i litteratur i 1991.